# Edotia bilobata
Edotia bilobata là một loài chân đều trong họ Idoteidae. Loài này được Nordenstam miêu tả khoa học năm 1933.